# Górowo Iławeckie
Górowo Iławeckie ([guˈrɔvɔ iwaˈvɛtskʲɛ];  deutsch Landsberg (Ostpreußen)) ist eine Stadt mit 3887 Einwohnern (Stand 31. Dezember 2020) in Natangen. Sie gehört zum Powiat Bartoszycki (Bartensteiner Kreis) der polnischen Woiwodschaft Ermland-Masuren.

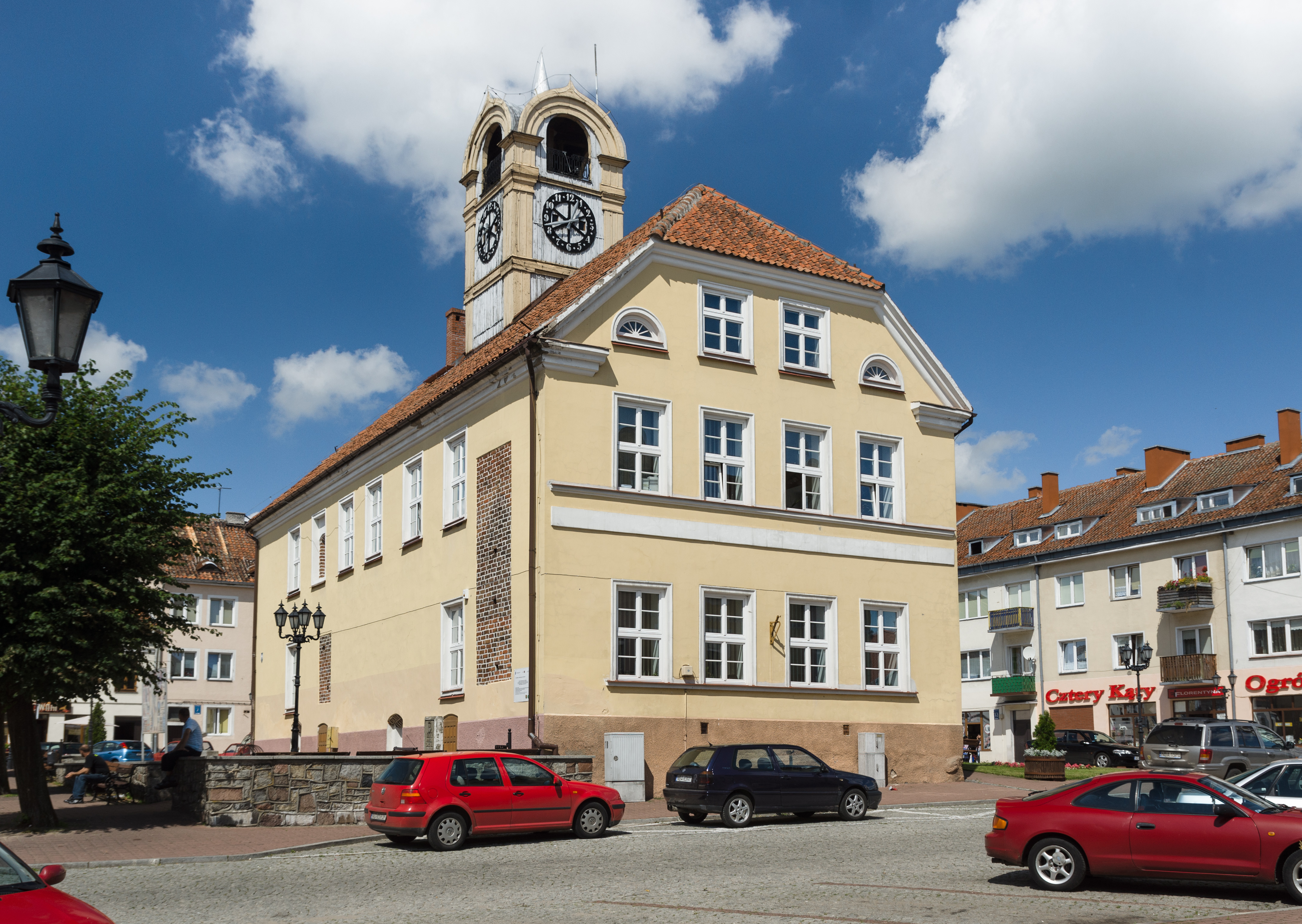
Rathaus

## Geographische Lage
Die Stadt liegt im historischen Ostpreußen, etwa 20 Kilometer westlich von Bartoszyce (Bartenstein) und 50 Kilometer südlich von Kaliningrad (Königsberg).

## Geschichte

Altes Stadtwappen

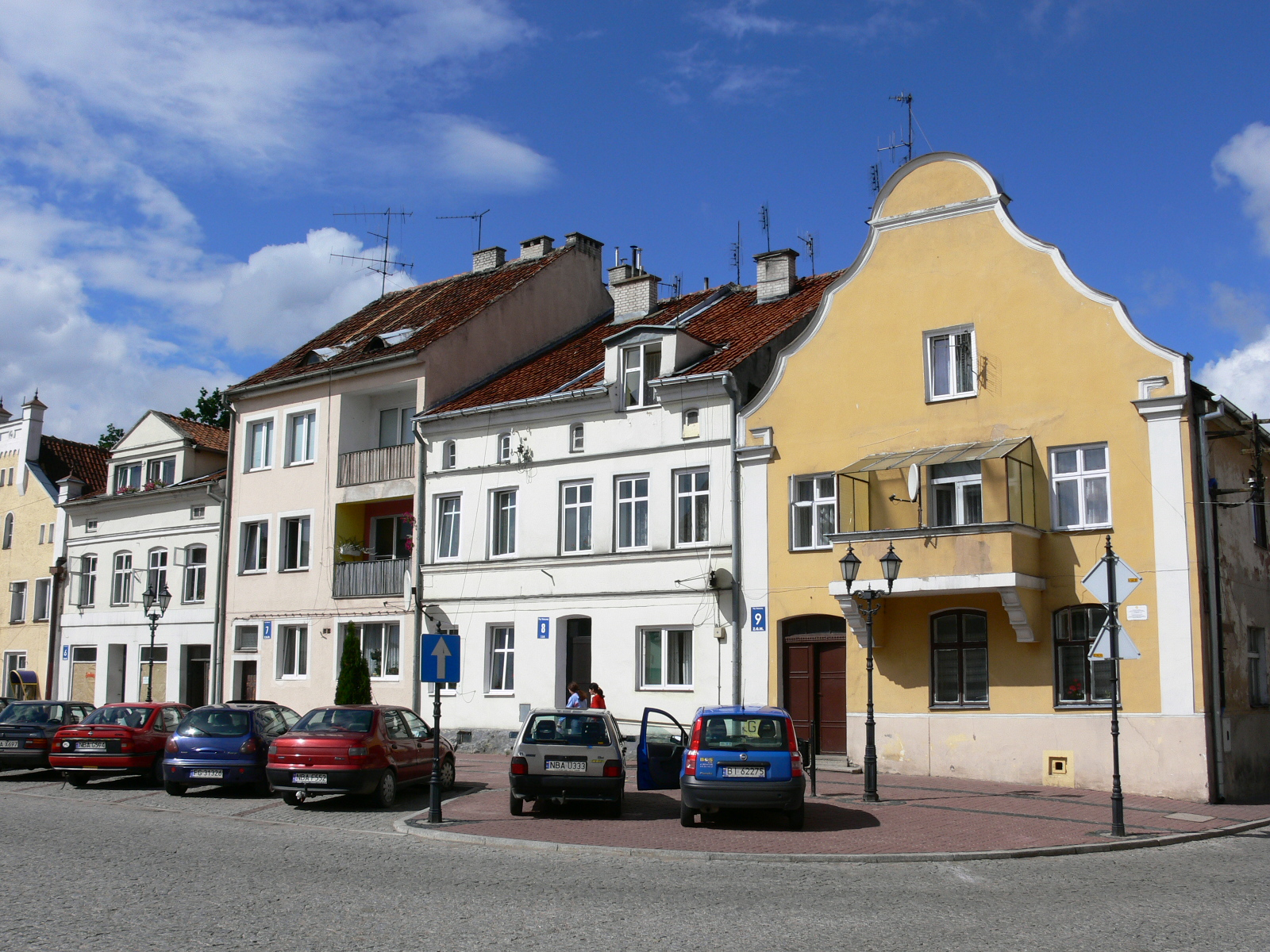
Häuserzeile aus der Gründerzeit in der Innenstadt

Landsberg, nordöstlich von Wormditt, nordwestlich von Heilsberg und westlich von Bartenstein, auf einer Landkarte von 1910

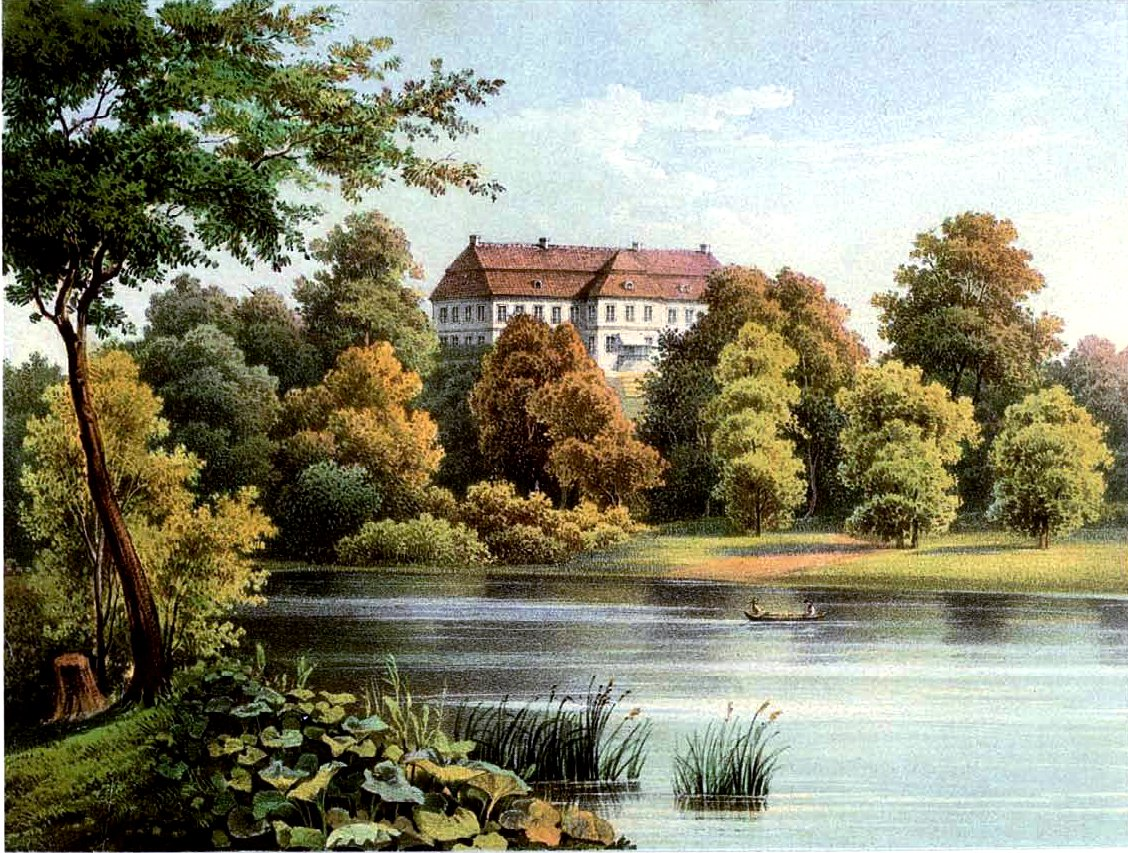
Schloss Wildenhoff um 1860, Sammlung Alexander Duncker

### Mittelalter und Frühe Neuzeit
Landsberg (Ostpreußen) wurde am 5. Februar 1335 auf Veranlassung des Hochmeisters Dietrich von Altenburg durch den Deutschen Orden gegründet. Sie erhielt ihr Privileg vom Komtur zu Balga, Heinrich von Muro, der mit der Durchführung der Stadtgründung die Gebrüder Hermann und Albrecht als Lokatoren beauftragte. Gemäß dem Bauplan hatte sie einen quadratischen Grundriss. Sie war mit einer Mauer umgeben, die aber später in Verfall geriet und von der im 19. Jahrhundert nur noch Reste zu erkennen waren; einigen in neuerer Zeit erbauten Häusern diente sie als Fundament.
Für die Stadt galt das Kulmer Recht.  1414 wurde die Stadt von den Polen eingeäschert. Auch im Ständekrieg 1456 wurde die Stadt zerstört, ein weiteres Mal bei einem großen Stadtbrand 1655. Landsberg zählte im Jahr 1440 zu den Gründungsstädten des Preußischen Bundes, der sich gegen die Oberhoheit des Deutschen Ordens auflehnte, blieb aber nach dem Zweiten Thorner Frieden von 1466 unter der Herrschaft des Ordens. 1482 verpfändete dieser die Stadt an Nikolaus von Taubenheim. Die adlige Lehnsherrschaft wurde erst im Zuge der Preußischen Reformen im Jahr 1809 aufgelöst. 1540 wurde die Stadt dem Friedrich Erbtruchsess zu Waldburg auf Wildenhoff verschrieben; seither fiel dem Besitzer des Ritterguts Wildenhoff die Rolle eines Kirchenpatrons in Landsberg zu.
Der Großen Pest im Jahre 1710 fielen 767 von etwa 1000 Einwohnern zum Opfer.

### 19. Jahrhundert
Die Stadt wurde im Februar 1807 im Rahmen der Schlacht bei Preußisch Eylau von durchziehenden Truppen und kleineren Gefechten (bei Hoofe/Dwórzno, frz. Bataille de Hoff) in Mitleidenschaft gezogen. Napoléon Bonaparte hielt sich am 16./17. Februar 1807 in der Stadt auf; zahlreiche Verwundete und Gefangene mussten von den Einwohnern versorgt werden. An Hunger und Krankheiten starben in der Folge dieser Ereignisse allein im Februar und März 1807 im Kirchspiel Landsberg 400 Einwohner, im gesamten Jahr 1807 starb etwa die Hälfte der Stadtbevölkerung. 1809 hatte Landsberg noch 1126 Einwohner.
1811 zogen Teile der Grande Armée durch die Region Landsberg, etwa 40.000 französische und mit ihnen verbündete Soldaten lagerten in der Umgebung der Stadt.
1818 kam die Stadt zum Kreis Preußisch Eylau. 1898 erfolgte der Anschluss an das Eisenbahnnetz, 1908 wurde ein städtisches Gaswerk in Betrieb genommen, heute als technisches Museum zugänglich.

### 20. Jahrhundert
Zu Beginn des Ersten Weltkrieges erlitt die Stadt schwere Zerstörungen. Am 28. August 1914 besetzten russische Truppen die Stadt und wurden von zurückweichenden deutschen Soldaten beschossen. Daraufhin wurden das Postamt sowie ein Wohnhaus und verschiedene Scheunen in Brand gesteckt, sieben Zivilisten wurden erschossen. Nach der Schlacht bei Tannenberg zogen sich die russischen Truppen zurück, deutsche zogen am 2. September 1914 kampflos in die Stadt ein.
Im Jahr 1945 gehörte Landsberg zum Kreis Preußisch Eylau im Regierungsbezirk Königsberg der Provinz Ostpreußen
im Deutschen Reich.
Auch am Ende des Zweiten Weltkrieges 1945 war Landsberg hart umkämpft.
Am 2. Februar 1945 besetzte die Rote Armee die Stadt. Bald darauf wurde Landsberg zusammen mit der südlichen Hälfte Ostpreußens von der Sowjetunion der Volksrepublik Polen zur Verwaltung überlassen. Anschließend begann der Zuzug polnischer Zivilisten. Landsberg erhielt den polonisierten Ortsnamen Górowo Iławeckie. Soweit die Einwohner nicht geflohen waren, wurden sie in der darauffolgenden Zeit größtenteils vertrieben.
Bis 1960 war Górowo Iławeckie Zentrum eines polnischen Landkreises.
Im Rahmen der gegen die ukrainische Bevölkerung im südlichen Polen gerichteten Aktion Weichsel im Jahre 1947 wurde ein großer Teil der dortigen Bevölkerung vertrieben und in der Stadt und ihrer Umgebung angesiedelt. Die ukrainische Minderheit unterhält in der Stadt eine muttersprachliche Schule, ein kulturelles Zentrum dieser Minderheit.
Die Grenze zur neu geschaffenen Oblast Kaliningrad nahm der Stadt das nördliche Hinterland mit der alten Kreisstadt Preußisch Eylau, auf die sich der polnische Namenszusatz Iławeckie bezieht. Heute ist daher der Grenzhandel wichtig.
Eine Partnerschaft mit der Stadt bzw. dem Landkreis Verden in Niedersachsen wird unterhalten, entstanden aus der Patenschaft mit dem ab 1. Januar 1939 früheren so genannten Landkreis Preußisch Eylau.

### Demographie
| Jahr | Einwohner   | Anmerkungen |
| ---- | ----------- | --- |
| 1768 | 1009        | [ 6 ] |
| 1782 | nahezu 1200 | [ 7 ] |
| 1798 | 1420        | [ 6 ] |
| 1802 | 1362        | Stadt |
| 1810 | 0972        | Stadt; darunter sechs Katholiken, alle übrigen Einwohner sind evangelisch |
| 1816 | 1453        | Stadt, davon 1440 Evangelische, zehn Katholiken und drei Juden |
| 1821 | 1683        | Stadt, mit 216 Privatwohnhäusern |
| 1828 | 1799        | darunter 18 Katholiken und 16 Juden, alle übrigen Einwohner sind evangelisch |
| 1831 | 1760        | [ 9 ] [ 6 ] |
| 1852 | 2282        | Stadt |
| 1858 | 2584        | davon 2491 Evangelische, 38 Katholiken und 55 Juden |
| 1864 | 2932        | Stadt, am 3. Dezember |
| 1871 | 2711        | [ 13 ] |
| 1875 | 2746        | [ 14 ] |
| 1880 | 2751        | [ 14 ] |
| 1890 | 2455        | davon 128 Katholiken und 67 Juden |
| 1900 | 2430        | Stadt, an der Staatsbahnlinie Zinten – Rothfließ, meist evangelische Einwohner |
| 1910 | 2387        | Stadt, mit einem Amtsgericht, einem Zollamt, einer Bahnmeisterei, einer evangelischen Pfarrkirche, einer katholischen Pfarrkirche, einer Synagoge, einer privaten Höheren Mädchenschule, einer gewerblichen Fortbildungsschule, Getreide-, Pferde- und Viehhandel, Mühlen, einer Molkerei und Sägewerken |
| 1933 | 2740        | [ 14 ] |
| 1939 | 3117        | [ 14 ] |

| Jahr      | 2008 | 2012 | 2020 |
| --------- | ---- | ---- | ---- |
| Einwohner | 4406 | 4381 | 3887 |

## Religion
Vor 1945 waren  die beiden großen Konfessionen vertreten: die Evangelische Kirche mit der Stadtpfarrkirche seit der Reformation und die Römisch-katholische Kirche mit der neuerbauten und das Stadtbild prägende Kirche St. Agatha seit 1892. 
Landsberg war Sitz einer Superintendentur des Kirchenkreises Preußisch Eylau, wobei die Kreisstadt über einen weiteren Sitz verfügte.
Zum Bezirk Landsberg gehörten zehn Pfarreien:
| Pfarrort              | Heutiger Name |  | Pfarrort                   | Heutiger Name             |
| --------------------- | ------------- |  | -------------------------- | ------------------------- |
| Albrechtsdorf         | Wojciechy     |  | Groß Peisten mit Hanshagen | Piasty Wielkie i Janikowo |
| Borken                | Borki         |  | Guttenfeld                 | Dobrzynka                 |
| Buchholz              | Bukowiec      |  | Landsberg                  | Górowo Iławeckie          |
| Canditten (Kanditten) | Kandyty       |  | Petershagen                | Pieszkowo                 |
| Eichhorn              | Wiewiórki     |  | Reddenau                   | Rodnowo                   |

Seit 1945 haben sich drei Kirchengemeinden in der Stadt etabliert: die Polnisch-Orthodoxe Kirche, die Römisch-katholische Kirche und die Ukrainische griechisch-katholische Kirche. Die römisch-katholische Kirche benutzt ihre bisherige Pfarrkirche, während der ukrainischen griechisch-katholischen Kirche die vorher evangelische Pfarrkirche als Gotteshaus dient.

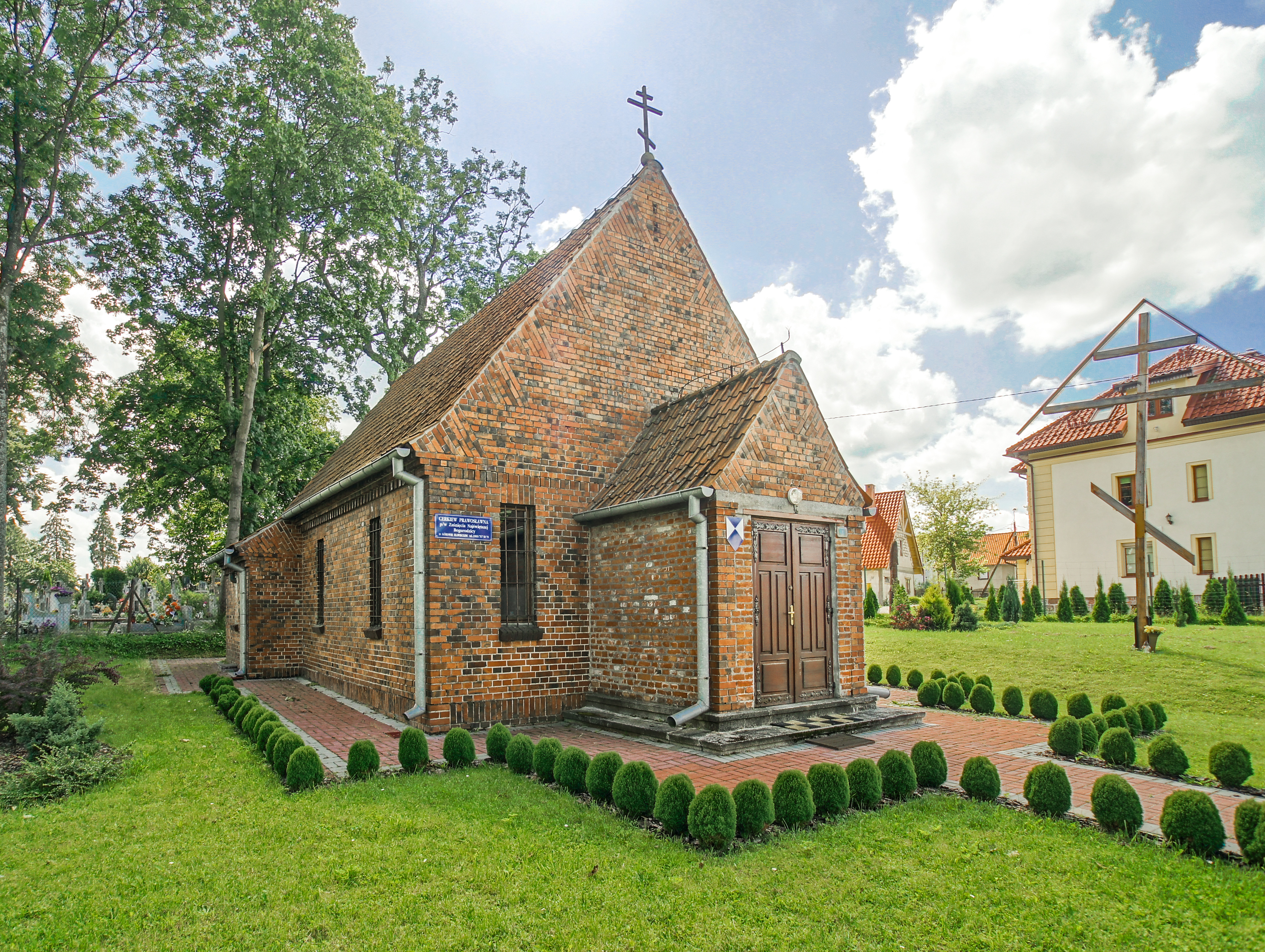
Polnisch-Orthodoxe Kirche
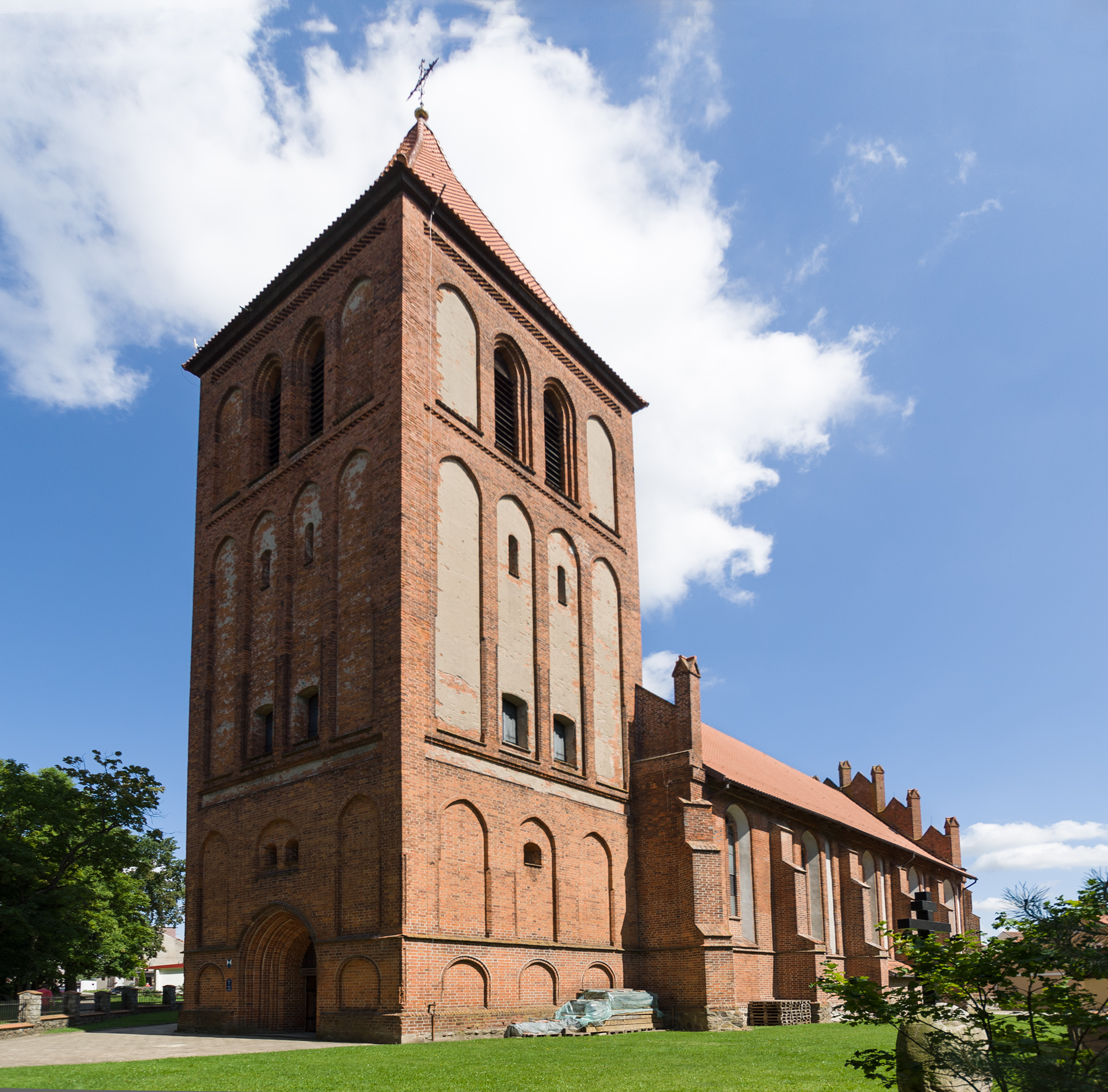
Griechisch-katholische Kirche.

Die Stadt ist Sitz eines römisch-katholischen Dekanats innerhalb des Erzbistums Ermland, das im Jahre 2022 neu strukturiert wurde und statt bisher neun jetzt zwölf Pfarreien umfasst.
| Pfarreiort           | Deutscher Name                     |  | Pfarreiort             | Deutscher Name            |
| -------------------- | ---------------------------------- |  | ---------------------- | ------------------------- |
| Babiak               | Frauendorf                         |  | Pieszkowo mit Janikowo | Petershagen mit Hanshagen |
| Dębowiec             | Eichholz                           |  | Pluta                  | Plauten                   |
| Gałajny              | Gallehnen                          |  | Rodnowo                | Reddenau                  |
| Górowo Iławeckie     | Landsberg                          |  | Runowo                 | Raunau                    |
| Kamińsk              | [Stablack Süd]                     |  | Wojciechy              | Albrechtsdorf             |
| Kandyty mit Bukowiec | Canditten (Kanditten) mit Buchholz |  | Zagaje                 | Hasselpusch               |

### Judentum
In der Stadt Górowo Iławeckie ist in der ul. Sikorskiego 17 der Rest eines jüdischen Friedhofs erhalten. Seine Entstehung reicht in das 19. Jahrhundert zurück.

## Sehenswürdigkeiten
Trotz starker Zerstörungen und der ungünstigen Grenzlage ist recht viel von der alten Stadt erhalten geblieben. Auch die planmäßige Stadtanlage mit dem großen Marktplatz ist noch gut zu erkennen. Besonders zu erwähnen sind:
- Alte Kirche, bis 1945 evangelisch, seit 1980 ukrainisch-uniert
- Katholische Kirche St. Agatha, neugotisch, in beherrschender Lage über der Stadt
- Heiliggeist-Hospital, Gebäude meist aus dem 18. Jahrhundert
- Rathaus, im Kern gotisch, mehrfach umgebaut
- Mühle mit teilweise mittelalterlicher Bausubstanz
- Wohnhäuser des 19. Jahrhunderts und aus der Zeit des Wiederaufbaus nach dem Ersten Weltkrieg

## Gmina Górowo Iławeckie
Die Górowo Iławeckie ist Sitz der gleichnamigen Landgemeinde, zu der die Stadt aber nicht gehört.

## Bürgermeister
- um 1450 Bartolomäus Vrome
- um 1600 Martin Gödecke
- um 1641 Martin Härtlein
- um 1750 Otto Albrecht Kalow
- um 1750 Johann Köster

(...)
- 1804–1812 Carl Jutrzenka (ein Schlesier)
- 1812–1819 Carl Torno (Kaufmann, ehrenamtlich)
- 1819–1829 Daniel Kischke
- seit 1829 Engelbrecht
- seit 1852 Buchhorn
- 1870–1885 Heinrich Paape
- 1885–1904 Lemprecht
- 1904–1910 Wilhelm Schuhmacher
- seit 1910 von Winterfeld (kommissarisch)
- 1910–1915 Paul Klaunig
- 1917–1920 Führer
- 1920–1921 Hartwich (kommissarisch)
- 1921–1933 Besler
- 1933–1934 Dr. Albrecht
- 1934–Fritz Margenfeld

## Söhne der Stadt
- Christoph Wilhelm Busolt (1771–1831), geboren in Buchholz, Pestalozzi-Pädagoge in Königsberg
- Karl Ludwig Gervien (1799–1858), preußischer Generalmajor
- Julius von Pastau (1813–1889), Arzt in Königsberg, Berlin und Breslau
- Julius Stangnowski (1824–1892), Tischler, Vorsteher und Prediger der autochthonen, baptistischen sabbatarischen „Apostolisch-Christlichen Gemeinde“

## Partnerstädte
Eine deutsch-polnisch-russische Partnerschaft bilden die Städte und Landkreise:
- Landkreis Verden
- Verden (Aller)
- Rajon Bagrationowsk
- Bagrationowsk